# Euphorbia leucocephala
Euphorbia leucocephala es una especie fanerógama perteneciente a la familia de las euforbiáceas. Es endémica de   México a Nicaragua.

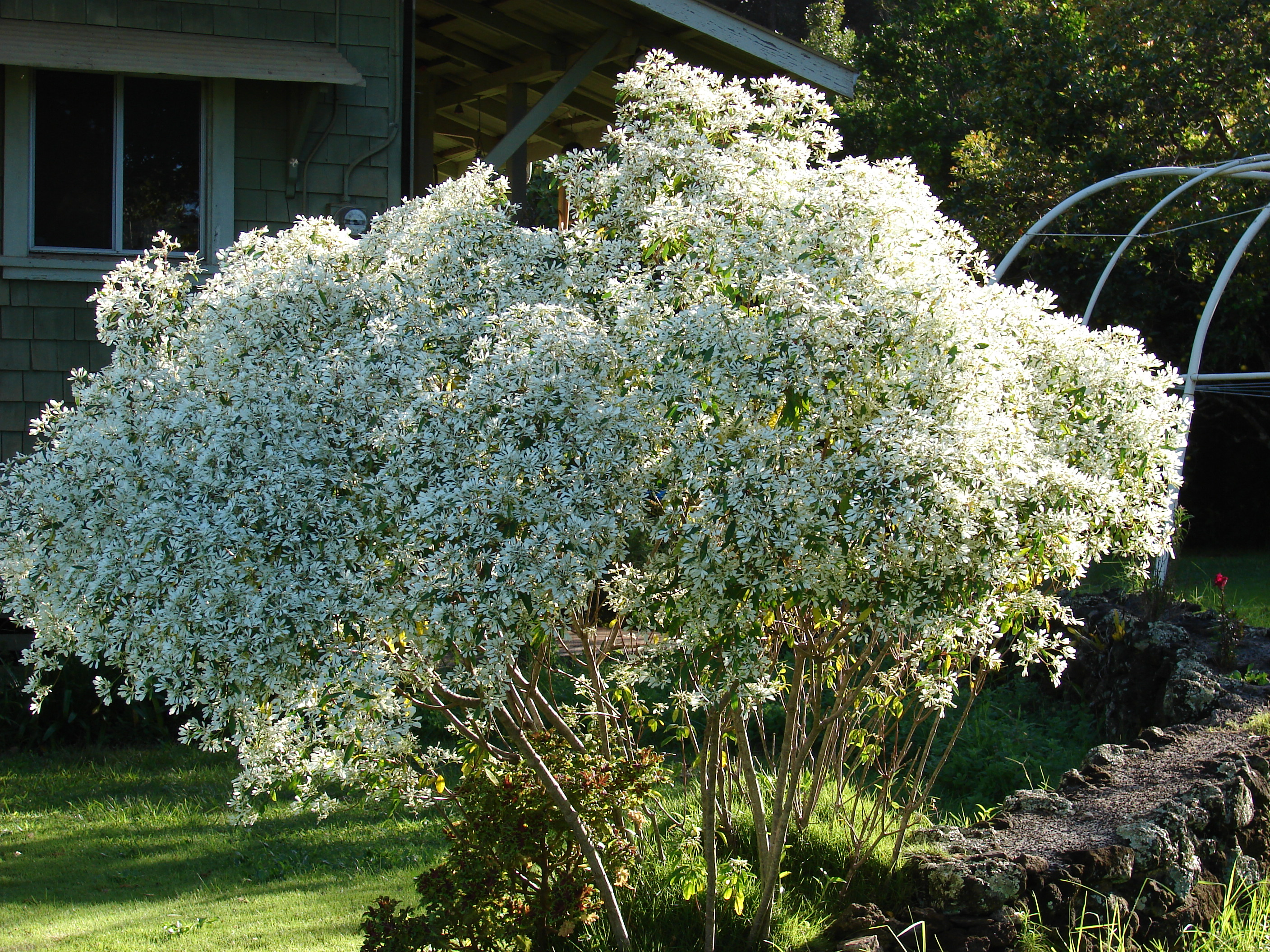
Vista de la planta

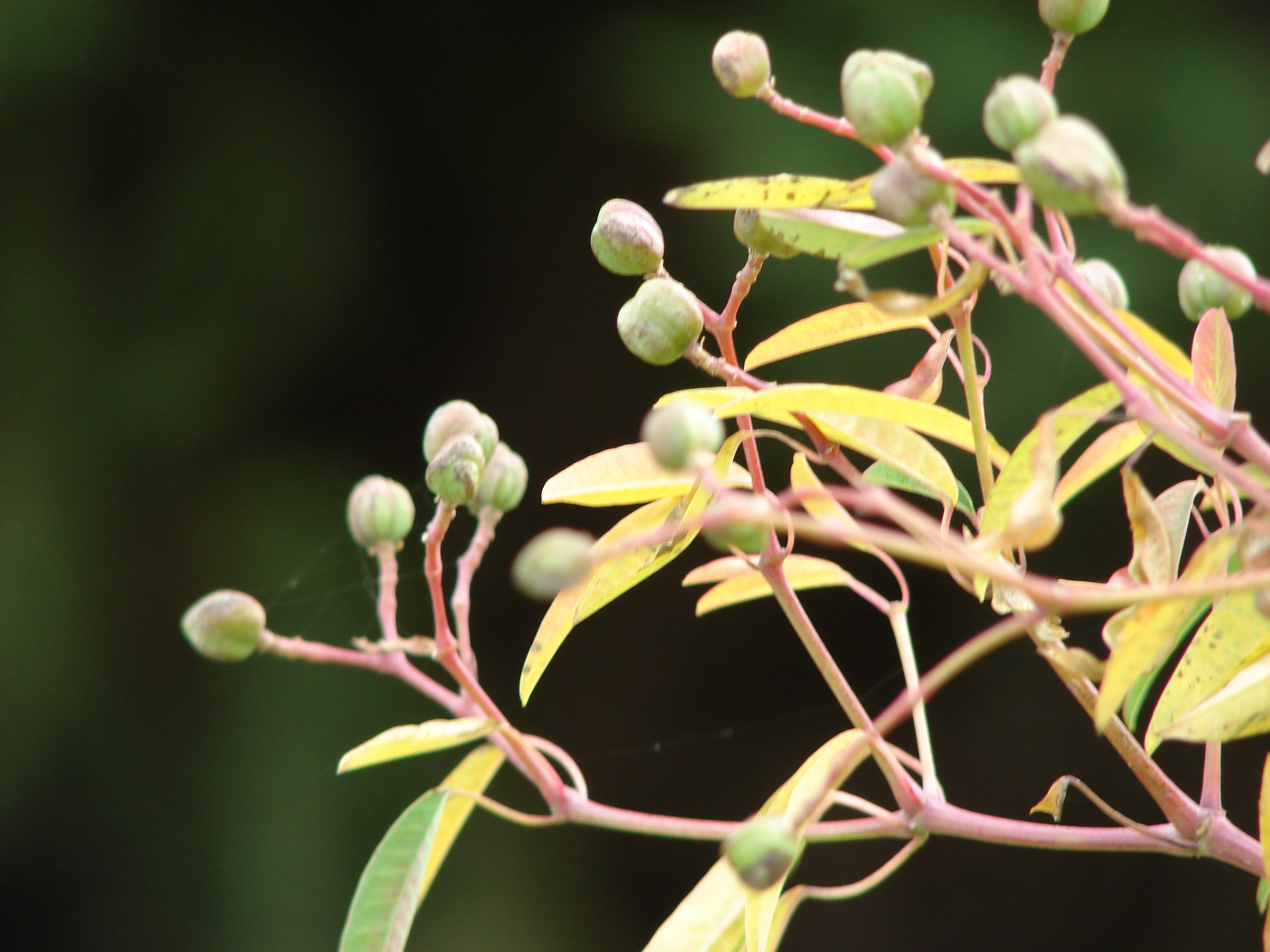
Frutos

## Descripción
Son arbustos o árboles pequeños, que alcanzan un tamaño de hasta 4 m de alto, con ramas glabras, nudos hinchados. Hojas verticiladas, elíptico-oblongas, de 2–7 cm de largo y 1–3 cm de ancho, ápice redondeado u obtuso, frecuentemente mucronado, base aguda, márgenes enteros, cartáceas, glabras en la haz, pilosas a glabrescentes en el envés; pecíolos hasta 3 cm de largo. Ciatio en cimas terminales vistosas, brácteas blancas o cremas, ramas de la inflorescencia e involucros pilosas, glándulas 5, elípticas con apéndices lineares o lanceolados, conspicuos, enteros, blancos. Cápsula 5–6 mm de largo, glabra; semillas (inmaduras) triquetras, de 3.5 mm de largo, carunculadas.

## Distribución y hábitat
Es una especie poco común, que se encuentra en bosques secos a húmedos, en la zona pacífica; a una altitud de 50–1000 m; fl y fr oct–feb; en el sur de México a Nicaragua, cultivada y dudosamente nativa del sur de Panamá.
En Guatemala se localiza en el oriente del país, en los departamentos de Chiquimula y Zacapa  con poblaciones numerosas en los cerros con vegetación del tipo "bosque espinoso seco" donde los locales la conocen como "Pascua de leche o Belén".

## Taxonomía
Euphorbia leucocephala fue descrita por Johannes Paulus Lotsy y publicado en Botanical Gazette 20(8): 350–351, t. 24. 1895.
Etimología
Euphorbia: nombre genérico que deriva del médico griego del rey Juba II de Mauritania (52 a 50 a. C. - 23), Euphorbus, en su honor – o en alusión a su gran vientre –  ya que usaba médicamente Euphorbia resinifera. En 1753 Carlos Linneo asignó el nombre a todo el género.
leucocephala: epíteto latíno que significa "con cabeza blanca".